# Diplusodon panniculatus
Diplusodon panniculatus är en fackelblomsväxtart som beskrevs av Emil Bernhard Koehne. Diplusodon panniculatus ingår i släktet Diplusodon och familjen fackelblomsväxter. Inga underarter finns listade i Catalogue of Life.